# Córdoba (Spanyolország)
Córdoba város Spanyolországban, azon belül a legnagyobb régióban, Andalúziában. A Guadalquivir partján fekszik, Córdoba tartományban, a Sierra Morena lábánál. Andalúzia harmadik legnagyobb városa Sevilla és Málaga után.
A terület egy ideig arabok befolyása alatt állt. A város volt a központja a Córdobai Kalifátusnak. A 10. században a világ egyik legnagyobb városaként tartották számon, a kultúra és gazdagság fellegvára volt. Ez idő tájt a feljegyzések szerint körülbelül 1 millióan lakták Córdobát. Córdoba belvárosa 1984-ben felkerült az UNESCO Világörökség-listájára.  2016-ban pályázott az Európa kulturális fővárosa címért.[forrás?]
Córdoba volt a városa három filozófusnak: a római Senecának, a muszlim Averroës-nek, valamint a zsidó Maimonidésznek.

## Története

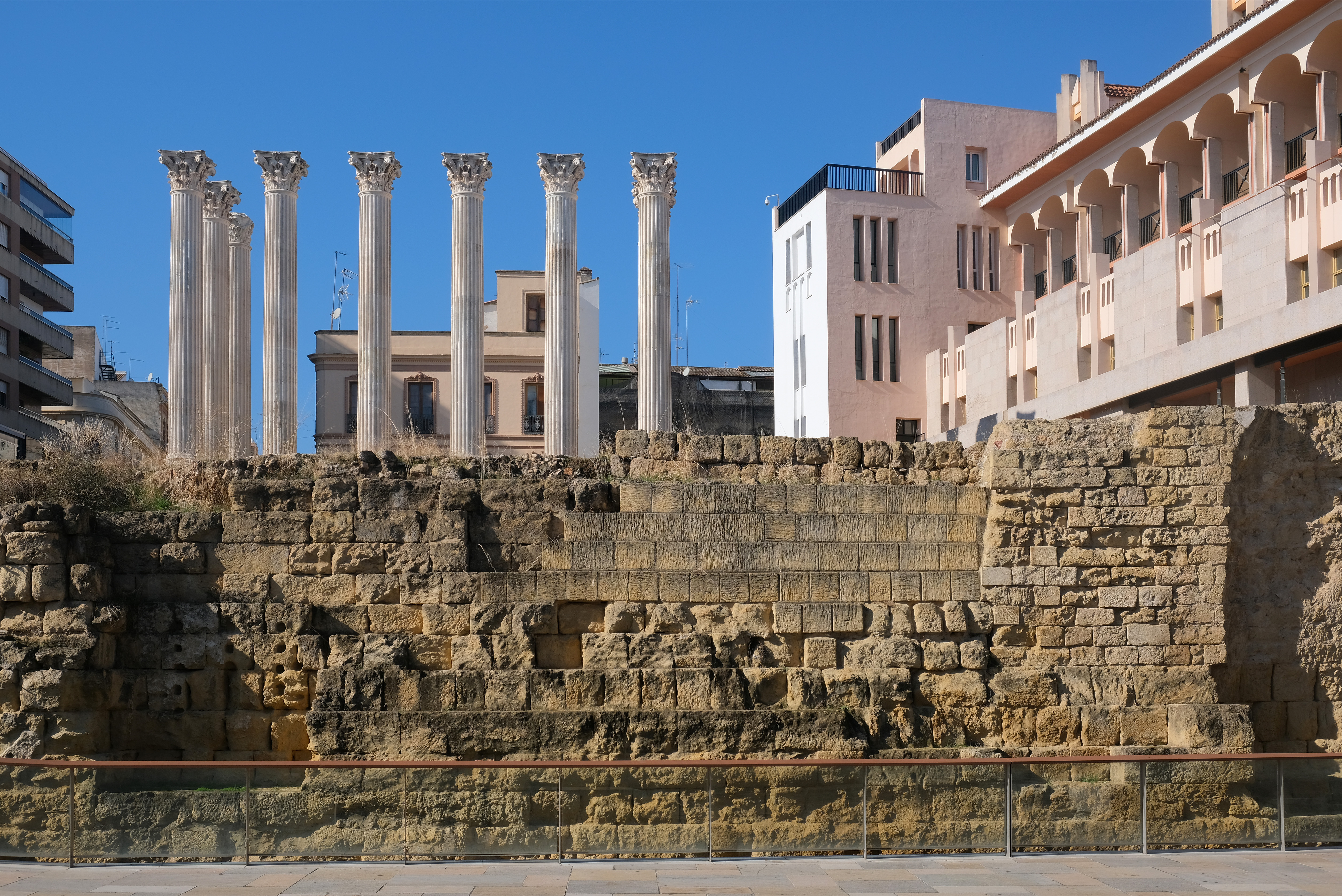
Római kori templom

Már Kr. e. 32000 évvel ezelőtt megjelent ezen a környéken a neandervölgyi ember. A kárthágóiak létesítettek először itt települést Kartuba (Kart-Juba) néven.
A várost azonban elfoglalták a rómaiak Kr. e. 206-ban. Marcus Claudius Marcellus alapított itt római kolóniát a már meglévő ibériai településhez. Kr. e. 143 és 141 között a várost Viriatus ostromolta.

Julius Caesar idején Córdoba a római provincia, Hispania fővárosa volt. Ekkoriban nagy római filozófusok érkeztek a városba.
Később, a Római Birodalom bukása után a vizigótok központja lett ez a település, a 6. század végén.
711-ben a területre a mórok nyomultak be, 716-tól Córdoba lett a tartomány fővárosa. A kalifátus fénykorában a város lakossága körülbelül 400 ezer fő volt. A 10. és 11. században Córdoba a világ egyik legfejlettebb települése volt: egy nagy kulturális, politikai, gazdasági és pénzügyi központ. Ekkoriban itt volt a világ legnagyobb könyvtára: a kötetek számát 400 ezer és 1 millió közé tették.
A kalifátus bukása (1031) után Córdoba hanyatlásnak indult. Egyre csökkent a város dominanciája a világban. 1236-ban megkezdődik a spanyol reconquista, melynek során visszafoglalják a mórok által elfoglalt területeket. A város azonban már elvesztette központi szerepét: a 18. században mindössze 20 ezren lakták az egykori fejlett, mór várost.
Córdoba a 20. században indult ismét fejlődésnek, s mára már lakossága körülbelül 330 ezer fő.

## Fekvése

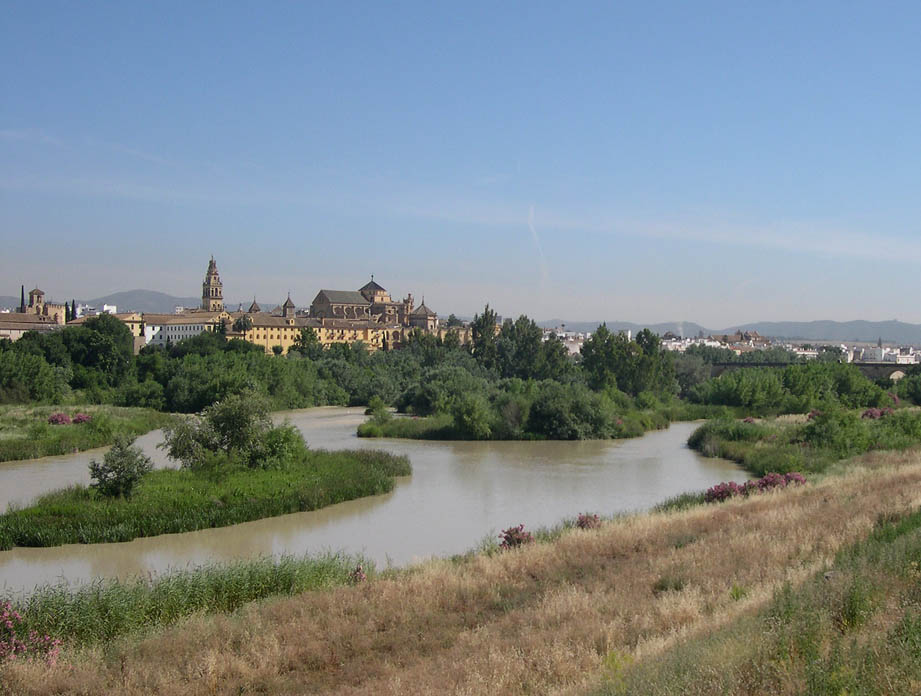
A Guadalquivir folyó Córdobánál

A város a Guadalquivir partján terül el, s a Sierra Morena hegység is a közelben található.

## Közlekedés
A város elérhető a spanyol nagysebességű AVE vonatokkal Madrid, Barcelona, Sevilla, Málaga és Zaragoza irányából. Központi vasútállomása Estación de Córdoba Central.

## Éghajlata
Córdoba mediterrán éghajlatát már az Atlanti-óceán is befolyásolja. A telek enyhék, fagy ritkán van. Nyarai a legmelegebbek közé tartoznak Európában (Sevilla után): nem ritka a 40 °C fok sem. A nyári minimum hőmérséklet (27 °C) viszont a legmagasabb egész Európában. A csapadék a hidegebb hónapokban koncentrálódik a térségben, a mediterrán éghajlat és az Atlanti-hatásoknak köszönhetően. Az évi csapadékmennyiség kevés, kb. 500 mm. Az eddigi legmagasabb hőmérsékletet 1995. július 23-án mérték a Córdobai Repülőtéren, ez 46,6 °C volt. 2005. január 28-án pedig az eddigi leghidegebbet mérték: -8,2 °C-ot.
| Hónap                                   | Jan. | Feb. | Már. | Ápr. | Máj. | Jún. | Júl. | Aug. | Szep. | Okt. | Nov. | Dec. | Év   |
| --------------------------------------- | ---- | ---- | ---- | ---- | ---- | ---- | ---- | ---- | ----- | ---- | ---- | ---- | ---- |
| Átlagos max. hőmérséklet (°C)           | 14,7 | 16,9 | 20,5 | 22,1 | 26,2 | 31,6 | 36,2 | 35,9 | 31,7  | 25,0 | 18,9 | 15,3 | 24,6 |
| Átlagos min. hőmérséklet (°C)           | 3,7  | 4,9  | 6,4  | 8,6  | 11,8 | 15,5 | 18,1 | 18,5 | 16,2  | 12,1 | 7,6  | 5,2  | 10,8 |
| Átl. csapadékmennyiség (mm)             | 64   | 53   | 40   | 61   | 34   | 17   | 3    | 3    | 24    | 62   | 85   | 89   | 535  |
| Havi napsütéses órák száma              | 168  | 172  | 212  | 212  | 271  | 312  | 352  | 328  | 241   | 208  | 176  | 148  | 2800 |
| Forrás: Agencia Estatal de Meteorología |      |      |      |      |      |      |      |      |       |      |      |      |      |

## Testvérvárosai
- São Paulo, Brazília
- Manchester, Egyesült Királyság
- Bourg-en-Bresse, Franciaország
- Fez, Marokkó
- Lahor, Pakisztán
- Betlehem, Palesztina
- Damaszkusz, Szíria
- Kairouan, Tunézia
- Adana, Törökország
- Isztambul, Törökország
- İzmir, Törökország
- Bukhara, Üzbegisztán

## Népessége
A település lakosságának változását az alábbi diagram mutatja:
| Lakosok száma | 314 034 | 319 692 | 322 867 | 328 428 | 328 659 | 328 041 | 326 609 | 325 701 | 322 071 | 322 811 |
|               | 2001    | 2004    | 2006    | 2009    | 2011    | 2014    | 2016    | 2019    | 2021    | 2024    |